# دنیس بندر
دنیس بندر (انگلیسی: Denise Bender) بازیکن فوتبال بازنشسته در پست مدافع اهل ایالات متحده آمریکا است که عضو تیم ملی فوتبال زنان ۱۹۸۵ ایالات متحده آمریکا بود.

## باشگاهی
از باشگاه‌هایی که در آن بازی کرده‌است می‌توان به دانشگاه ایالتی واشینگتن و دانشگاه واشینگتن اشاره کرد.

## تیم ملی
وی نخستین کاپیتان تاریخچه تیم ملی فوتبال زنان ایالات متحده آمریکا بوده‌است و نخستین بازی ملی خویش را در اوت ۱۹۸۵ در مقابل ایتالیا انجام داده‌است.

## آمارهای حرفه ملی
| ملی                 | سال  | حضورهای بین‌المللی | حضورهای بین‌المللی | حضورهای بین‌المللی | حضورهای بین‌المللی | حضورهای بین‌المللی |
| ملی                 | سال  | حضورها            | شروع‌ها            | دقیقه‌ها           | گل‌ها              | پاس‌های گل         |
| ------------------- | ---- | ----------------- | ----------------- | ----------------- | ----------------- | ----------------- |
| ایالات متحده آمریکا | ۱۹۸۵ | ۴                 | ۴                 | ۳۳۰               | ۰                 | ۰                 |
| مجموعا              | ۱    | ۴                 | ۴                 | ۳۳۰               | ۰                 | ۰                 |

## زندگی شخصی
وی یک خواهر دوقلو به نام لائوری بندر دارد.

## برای مطالعهٔ بیشتر
- Grainey, Timothy (2012), Beyond Bend It Like Beckham: The Global Phenomenon of Women's Soccer, University of Nebraska Press, شابک ‎۰۸۰۳۲۴۰۳۶۸
- Lisi, Clemente A. (2010), The U.S. Women's Soccer Team: An American Success Story, Scarecrow Press, شابک ‎۰۸۱۰۸۷۴۱۶۴
- Nash, Tim (2016), It’s Not the Glory: The Remarkable First Thirty Years of US Women’s Soccer', Lulu Press, شابک ‎۱۴۸۳۴۵۱۵۲۶